# CD+G
CD + G (también conocido como CD + Gráficos) es una extensión del estándar de disco compacto que puede presentar gráficos de baja resolución, junto con los datos de audio en el disco cuando se usa en un dispositivo compatible. Los discos CD + G a menudo se utilizan para las máquinas de karaoke, que utilizan esta funcionalidad para presentar en pantalla la letra de la canción contenida en el disco.
Además de las máquinas de karaoke, otros dispositivos reproducen el formato CD + G CD se incluyen el NEC TurboGrafx-CD (CD-ROM de un periférico para la TurboGrafx-16) y Turbo Duo, Philips CD-i, la Sega Saturn y Sega CD, la 3DO interactiva multijugador, el Commodore Amiga CD-TV y CD32, y el Atari Jaguar CD (que era un archivo adjunto para la Atari Jaguar). Algunas unidades de CD-ROM también puede leer estos datos. Desde 2003, algunos reproductores de DVD autónomos han apoyado el formato CD + G. Estos incluyen diversas marcas de fabricación china que se venden en tiendas de descuento. El CD + G en la capacidad de estos reproductores es a menudo inadvertida, y puede no funcionar correctamente con todos los discos CD + G.

## Implementación
En cada sector hay 2352 bytes (24 * 98) de datos de contenido de audio y 96 bytes de subcanal de datos de disco compacto.
Los 96 bytes de subcanal de información en cada sector contienen cuatro paquetes de 24 bytes cada uno:
- 1 byte de comando,
- 1 byte para la instrucción,
- 2 bytes para la paridad Q,
- 16 bytes de datos, y
- 4 bytes de paridad p.

Cada uno de los 96 bytes de datos de subcanal se puede considerar como dividida en 8 bits. Cada uno de estos bits corresponde a un flujo de información. Estas corrientes se denominan "cadenas", y están etiquetados a partir de la letra P, así:
Canal P Q R S T U V W
Bit 7 6 5 4 3 2 1 0
Tanto los canales P y Q en un CD de audio se utilizan para la sincronización de información. Ayudan el reproductor de CD en el seguimiento de la ubicación actual en el disco, y proporcionar información para el momento en el tiempo de visualización en el reproductor de CD. Tenga en cuenta que un mismo espacio se utiliza para los CD-Text también.
El canal Q se utiliza con fines de control de los reproductores más sofisticados. Contiene información de posición los medios de comunicación Número de catálogo (MCN) y la Norma Internacional de grabación Código (ISRC). El ISRC es utilizado por la industria de los medios, y contiene información sobre el país de origen, el año de publicación, el titular de los derechos, así como un número de serie, y algunas etiquetas adicionales:
Datos
Esta pista contiene datos (en lugar de audio). Puede utilizarse para el silenciamiento en reproductores de CD de audio.
SCMS bandera
Utilizado por el sistema de gestión de copias de serie para indicar el permiso para copiar digitalmente la pista.
De cuatro canales de audio digital de discos compactos:La pista usa cuatro canales de audio. Muy rara vez utilizado en discos compactos.
Pre-énfasis:La pista de audio se grabó con pre-énfasis. Muy rara vez utilizado en discos compactos.
El formato CD + G se aprovecha de los canales a través de W R, que están sin utilizar en formatos de CD de audio estándar. Estos seis bits son los encargados de almacenar la información gráfica.
En el sistema de CD + G, de 16 colores (4-bits) se muestran los gráficos de trama en un campo que es de 300 × 216 píxeles de tamaño.